# Benzazepin
Benzazepin je nezasićeno hemijsko jedinjenje koje sadrži kondenzovane prstene benzena i azepina. Primer takvog jedinjenja je fenoldopam.

## Spoljašnje veze
- Benzazepines на 